# Forest Lawn Memorial Park (Glendale)

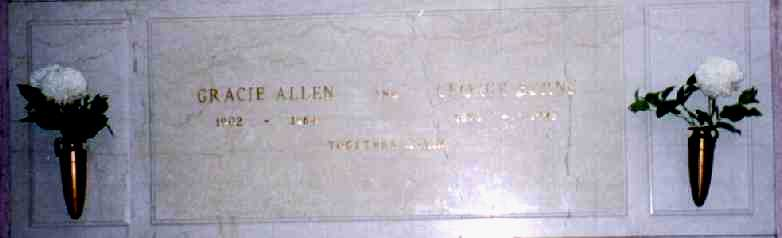
Het graf van Gracie Allen en George Burns

Forest Lawn Memorial Park is een begraafplaats in Glendale, Californië. Het is de originele begraafplaats uit de Forest Lawn-keten; een keten van begraafplaatsen in Zuid-Californië voor beroemdheden. Zo is op donderdag 3 september 2009 Michael (Joseph) Jackson, 70 dagen na zijn dood, bijgezet in een mausoleum alhier.
Het land is privé-eigendom van de stichting Forest Lawn Memorial-Parks & Mortuaries. 
De begraafplaats is ontworpen in 1906 door Dr. Hubert Eaton en C. B. Sims. Eaton nam in 1917 het management over de begraafplaats over.
Een overzicht van beroemdheden die hier begraven liggen:

## A

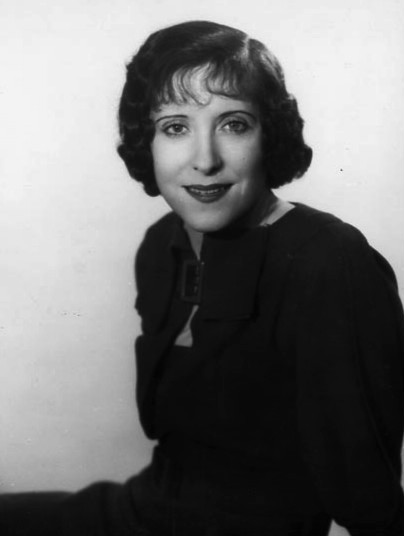
Gracie Allen

- Forrest J Ackerman, historicus en schrijver
- Art Acord, acteur
- John Aasen, acteur
- Anita Louise Adler, actrice
- Maurice Adler, producer
- Robert Alda, acteur
- Gracie Allen, actrice en komiek
- Wayne Allwine, stem van Mickey Mouse van 1983 tot 2009
- Lona Andre, actrice
- LaVerne Andrews, zanger
- Maxene Andrews, zanger
- Lucien N. Andriot, cameraregisseur
- Roscoe Ates, acteur
- Gene Austin, zanger

## B
- Lauren Bacall, actrice
- Theda Bara, actrice
- Joan Barclay, actrice
- Ben Bard, acteur
- Binnie Barnes, actrice

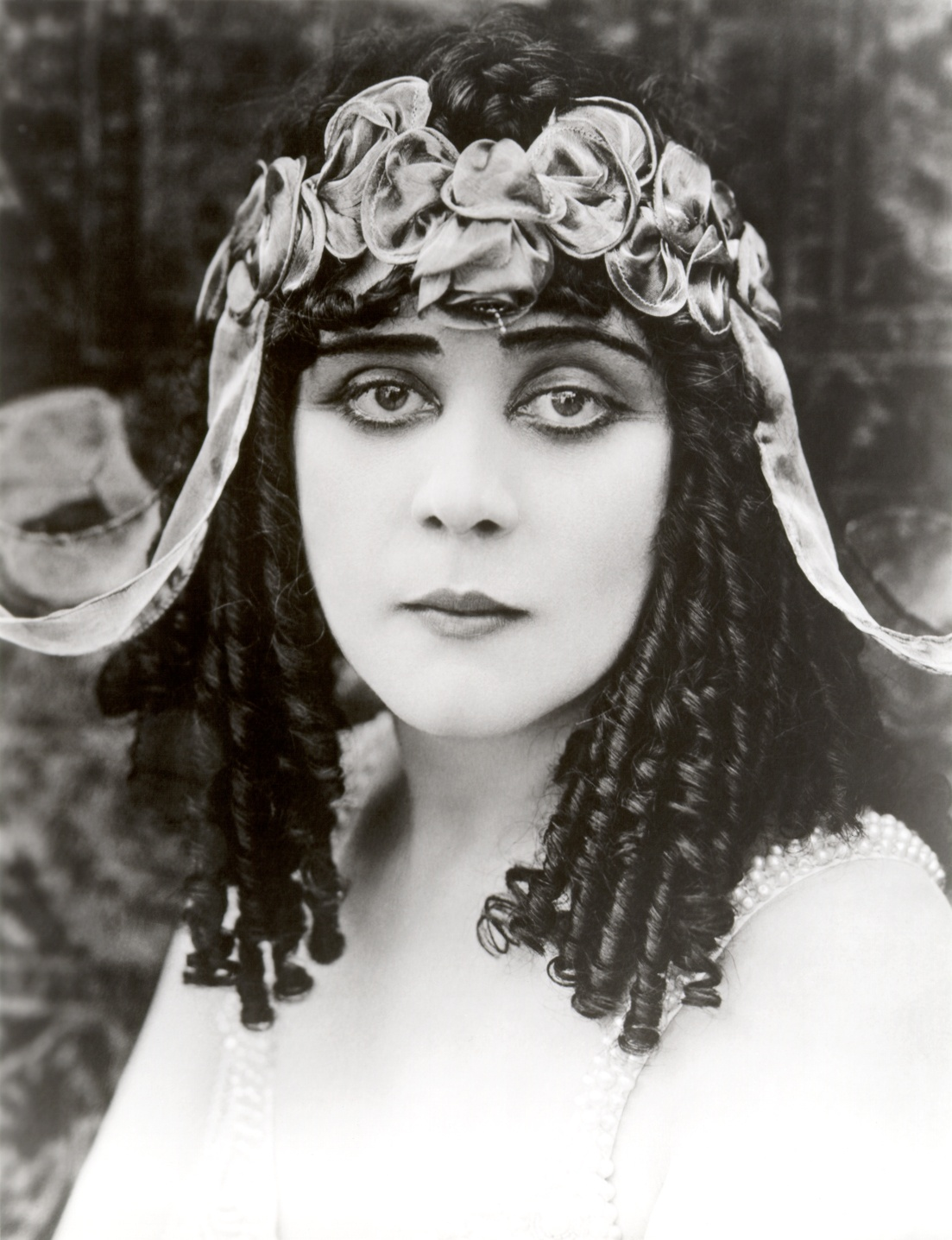
Theda Bara

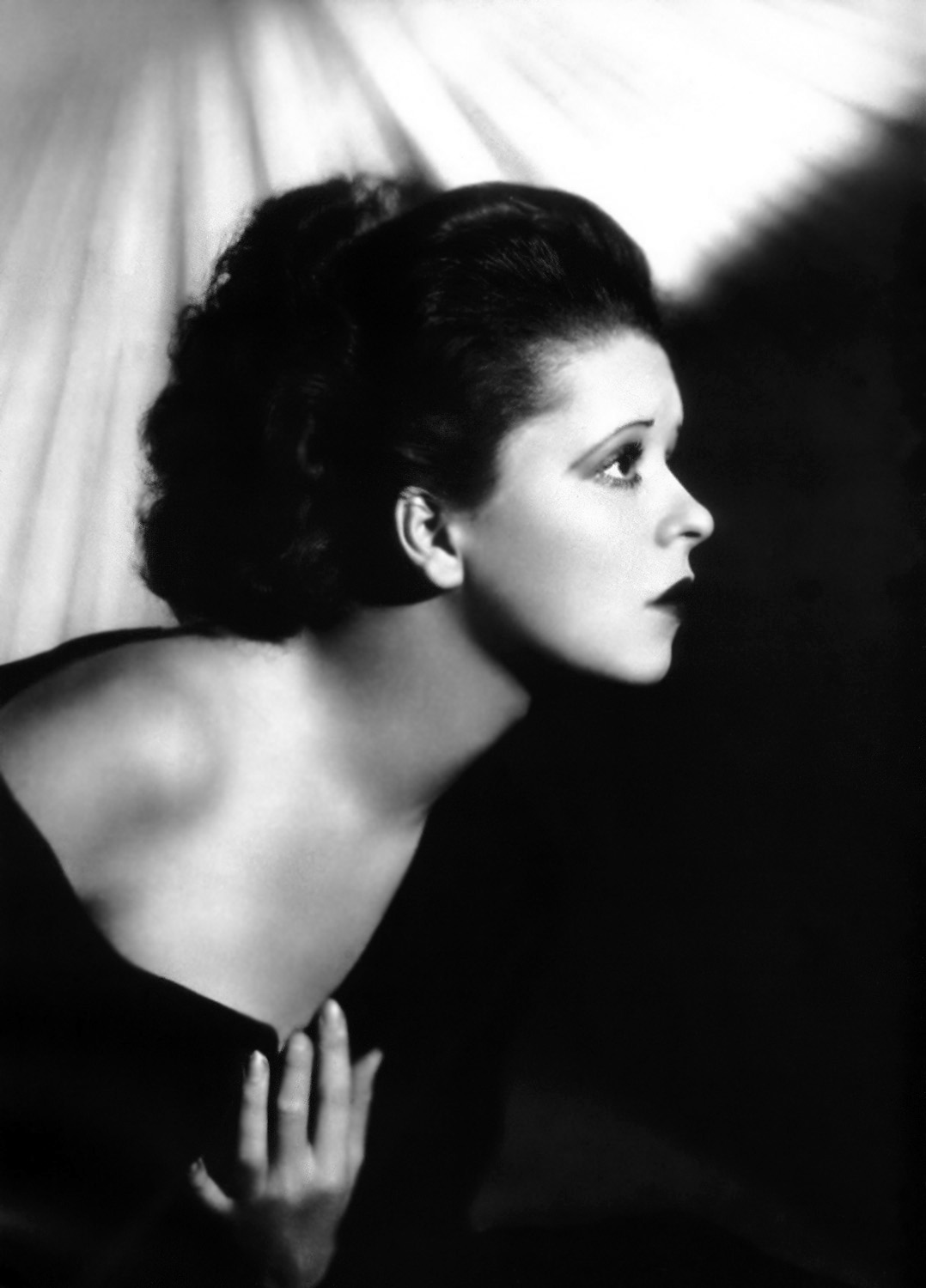
Clara Bow

- Jack Barry, televisiepresentator en producer
- L. Frank Baum, auteur van De tovenaar van Oz
- Warner Baxter, acteur
- Wallace Beery, acteur
- Alphonzo Bell jr., congreslid
- Rex Bell, acteur en politicus
- William Benedict, acteur
- Joe Besser, acteur en komiek; was een van de Three Stooges
- Billie Bird, actrice
- James Stuart Blackton, filmmaker
- Joan Blondell, actrice
- Clara Blandick, actrice
- Eric Blore, acteur
- Monte Blue, acteur
- Betty Blythe, actrice
- Humphrey Bogart, acteur
- Mary Boland, actrice
- Gutzon Borglum, beeldhouwer van Mount Rushmore
- Frank Borzage, acteur en regisseur
- Hobart Bosworth, acteur, regisseur, producer en scenarioschrijver
- Clara Bow, actrice
- William Boyd, acteur
- Betty Bronson, actrice
- Rand Brooks, acteur
- Clarence Brown, regisseur
- Joe E. Brown, acteur en komiek
- Johnny Mack Brown, acteur
- John Bunny jr., acteur
- Milo Burcham, testpiloot
- William R. Burnett, schrijver en scenarioschrijver
- Dorsey Burnette,  zanger en liedjesschrijver
- Johnny Burnette, zanger
- George Burns, acteur en komiek
- Francis X. Bushman, acteur

## C

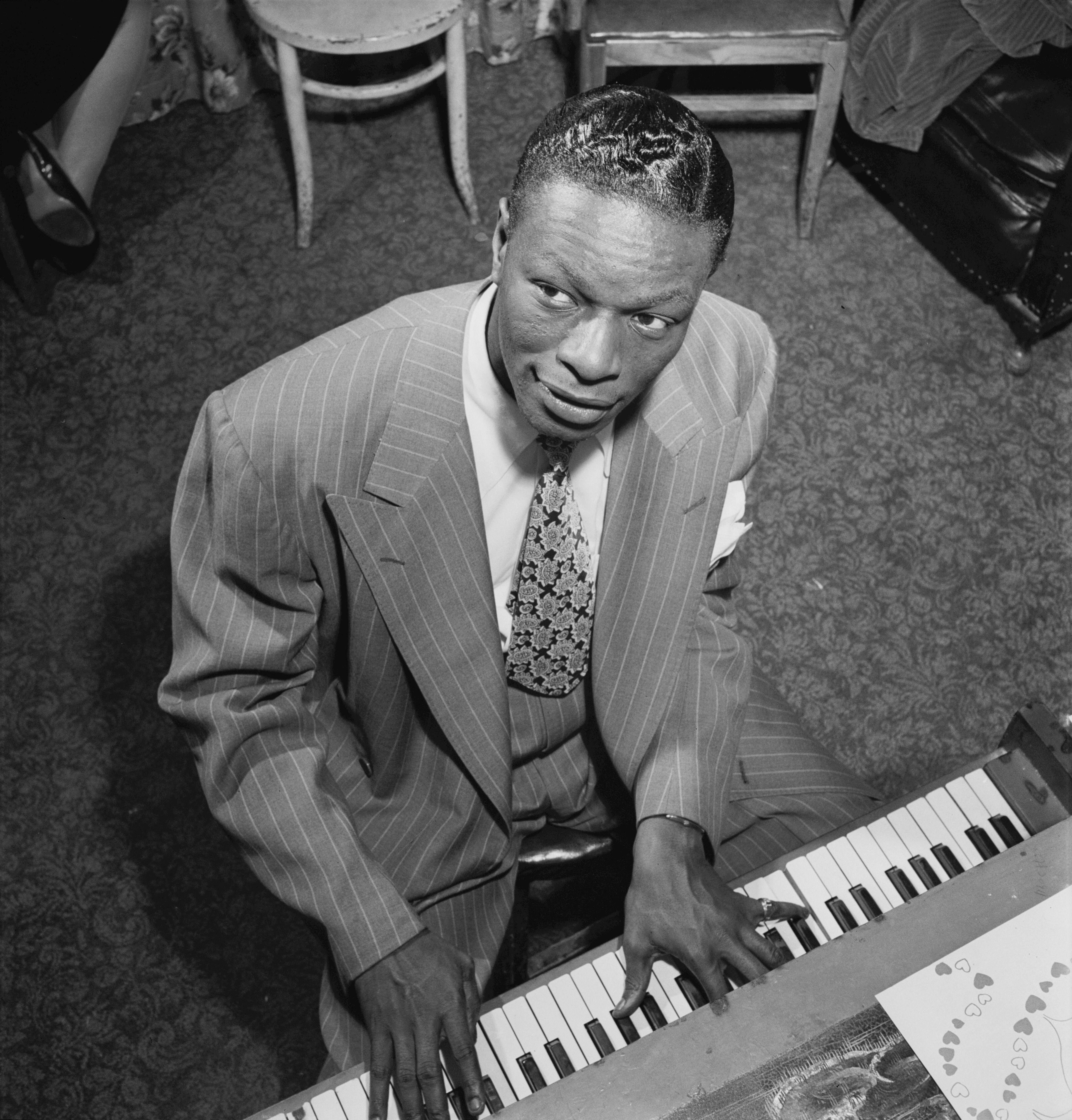
Nat King Cole

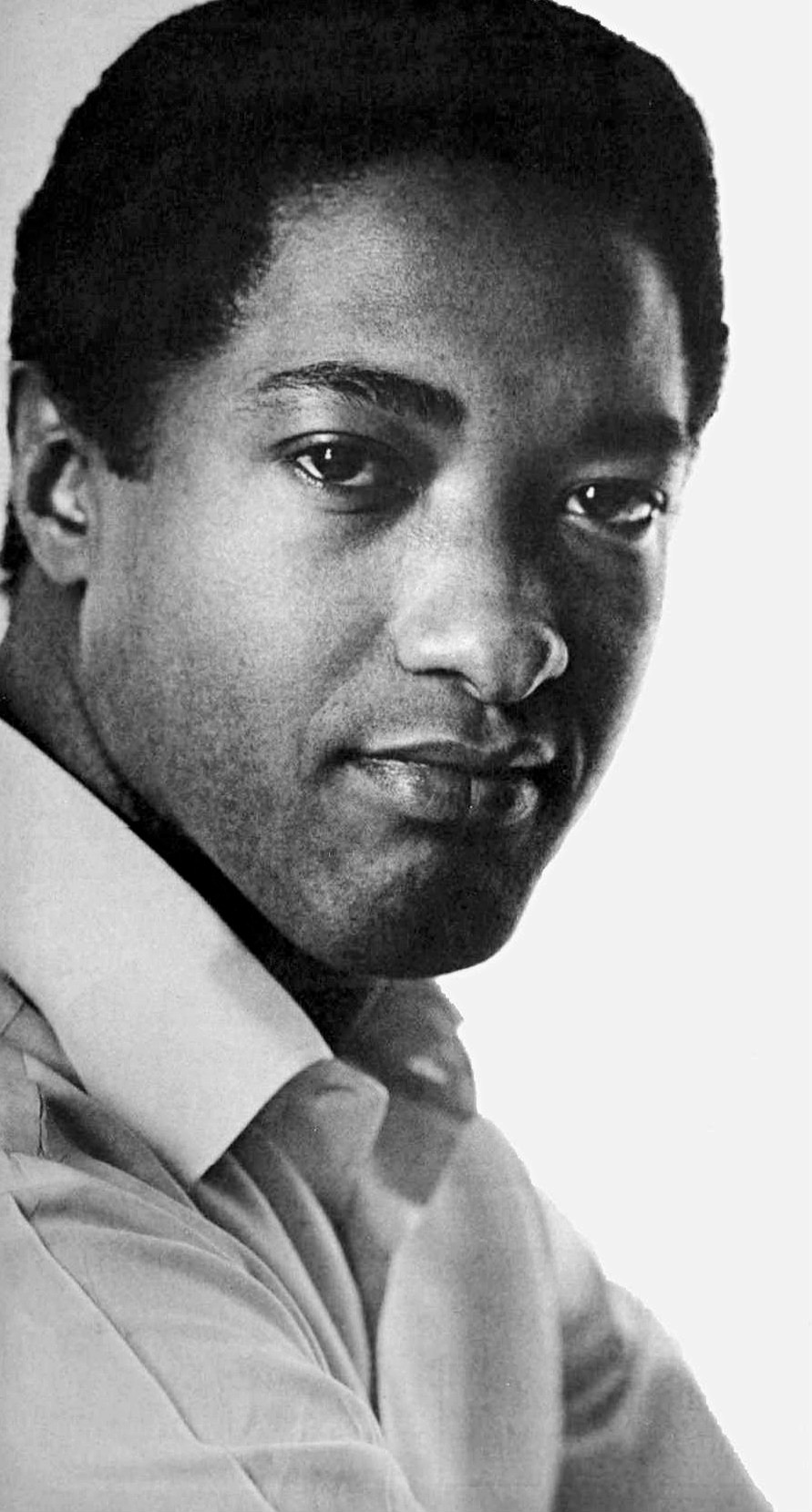
Sam Cooke

- Charles Wakefield Cadman, componist
- Alice Calhoun, actrice
- May Cambern, componist
- Judy Canova, entertainer
- June Caprice-Millarde, actrice
- Earl Carroll, theaterimpresario
- Jack Carson, acteur
- William Castle, filmregisseur
- Lon Chaney sr., acteur
- Spencer Charters, acteur
- Charley Chase, acteur en komiek
- Rex Cherryman, acteur
- Tim Choate, acteur
- Berton Churchill, acteur
- Frank Churchill, componist
- Jack Clark, acteur
- Joe Cobb, acteur
- Nat King Cole, zanger
- Natalie Cole, zangeres
- Russ Columbo, zanger
- Sam Cooke, zanger
- Ellen Corby, actrice
- Regis Cordic, acteur
- Edward Coxen, acteur
- Laird Cregar, acteur
- Donald Crisp, acteur
- George Cukor, regisseur
- Robert Cummings, acteur
- Lester Cuneo, acteur
- Edward S. Curtis, fotograaf van de American West
- Michael Curtiz, regisseur

## D
- Dan Dailey, acteur
- Buddy DeSylva, liedjesschrijver

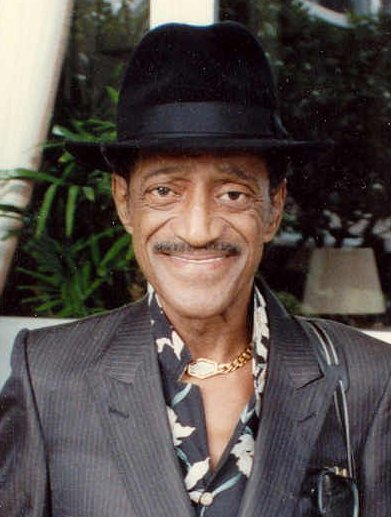
Sammy Davis jr.

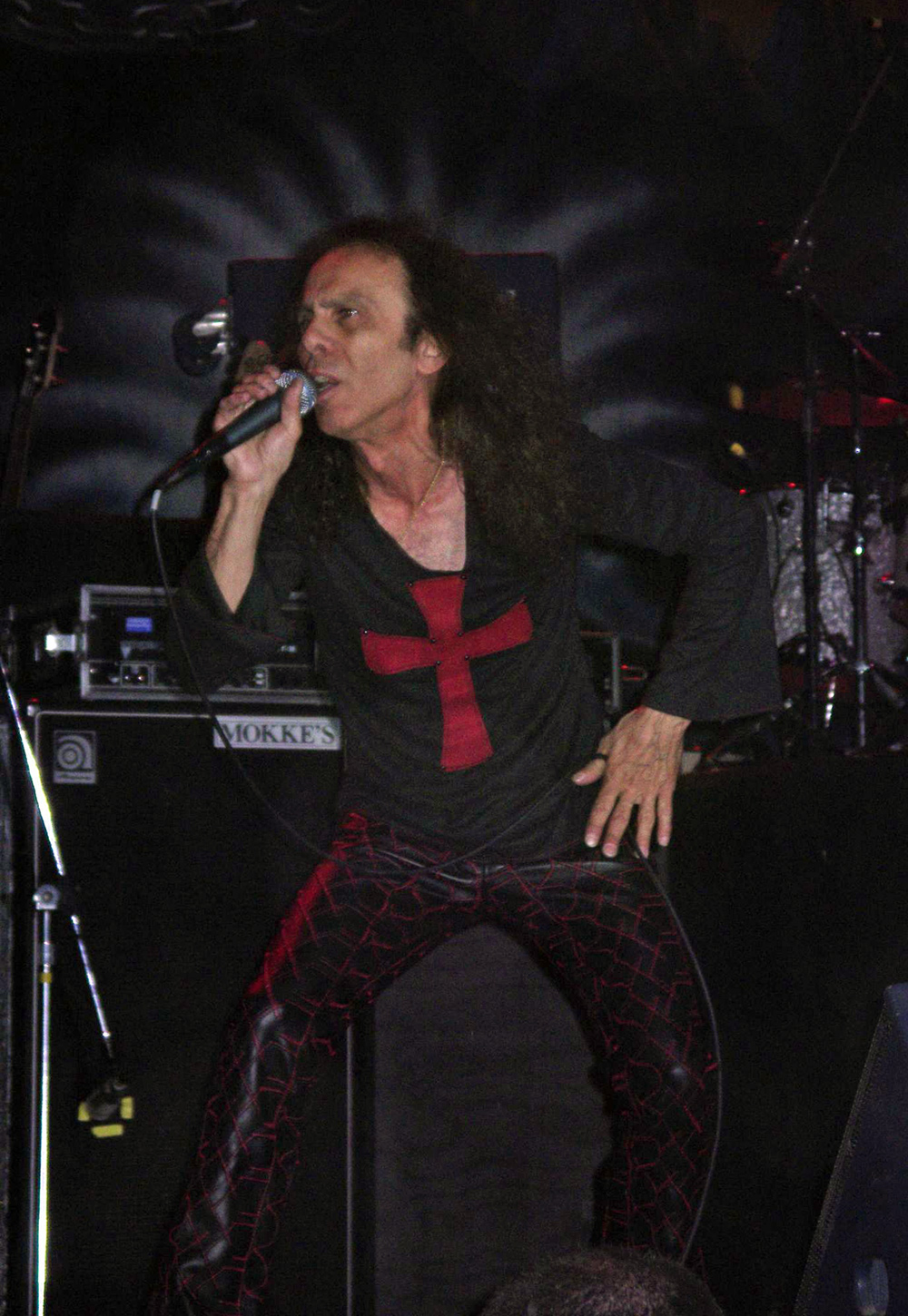
Ronnie James Dio

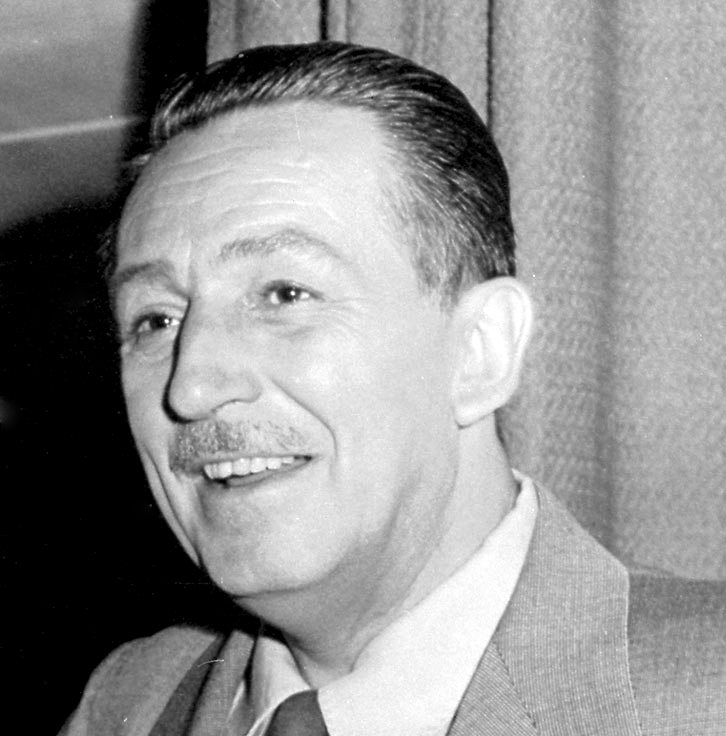
Walt Disney

- Dorothy Dandridge, actrice en zanger
- Ruby Dandridge, actrice
- Mickey Daniels, acteur
- William H. Daniels, cameraman
- Jane Darwell, actrice
- Dorothy Davenport, actrice, scenarioschrijver, filmregisseur en producent
- Allen Davey, cinematograaf
- Jim Davis, acteur
- Sammy Davis jr., acteur en zanger
- Sammy Davis sr., danser
- Jack Dawn, grimeur
- Sam De Grasse, acteur
- Carter DeHaven, acteur
- Armando del Moral, filmjournalist, hielp met de oprichting van de Golden Globes
- Georges Delerue, componist
- William Demarest, acteur
- Carol Dempster, actrice
- Noah Dietrich, zakenman
- Ronnie James Dio, zanger
- Elias Disney (1859-1941), Walt Disneys vader
- Flora Call Disney (1868-1938), Walt Disneys moeder
- Walt Disney, oprichter van de naar hem genoemde filmstudio en het themapark
- Richard Dix, acteur
- George Dolenz, acteur
- Jenny Dolly, cabaretier
- Rosie Dolly, cabaretier
- Fifi D'Orsay, actrice
- Don Douglas, acteur
- Lloyd C. Douglas, schrijver
- Billie Dove, actrice
- Theodore Dreiser, schrijver
- Chuck Dressen, honkballer
- Louise Dresser, actrice
- Marie Dressler, actrice
- Don Drysdale, honkballer
- Ja'net DuBois, actrice
- David Dukes, acteur
- Rosetta Duncan, variétéartiest
- Vivian Duncan, variétéartiest
- Minta Durfee, actrice
- Junior Durkin, acteur

## E
- Hubert Eaton, zakenman
- Mary Eaton, actrice
- Howard Arden Edwards, kunstenaar

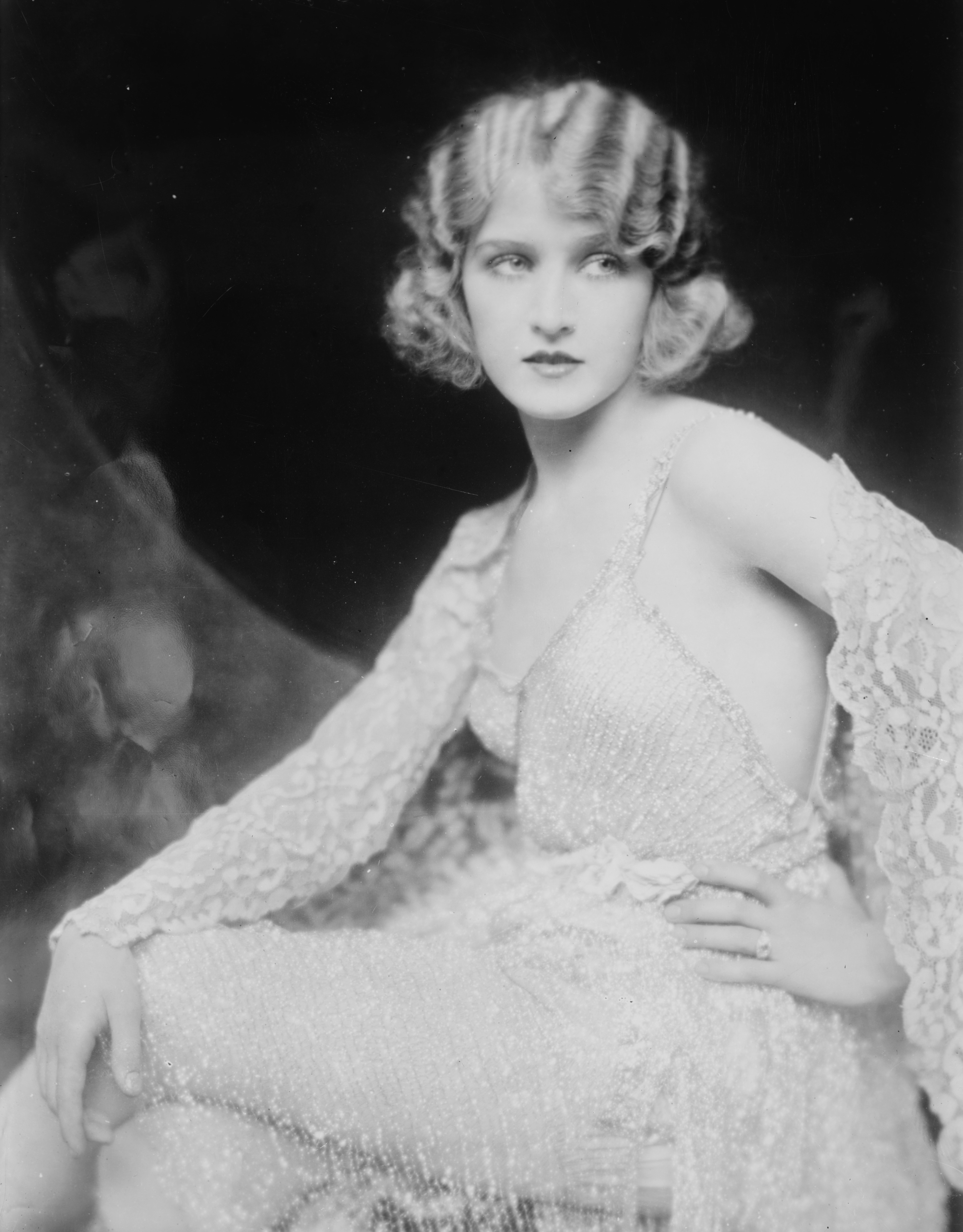
Mary Eaton

- Ralph Edwards, radio- en tv-presentator
- Sally Eilers, actrice
- Caryll Ann Ekelund, actrice
- Frederick W. Elvidge, acteur
- Francis de Erdely, kunstschilder
- Leon Errol, acteur

## F

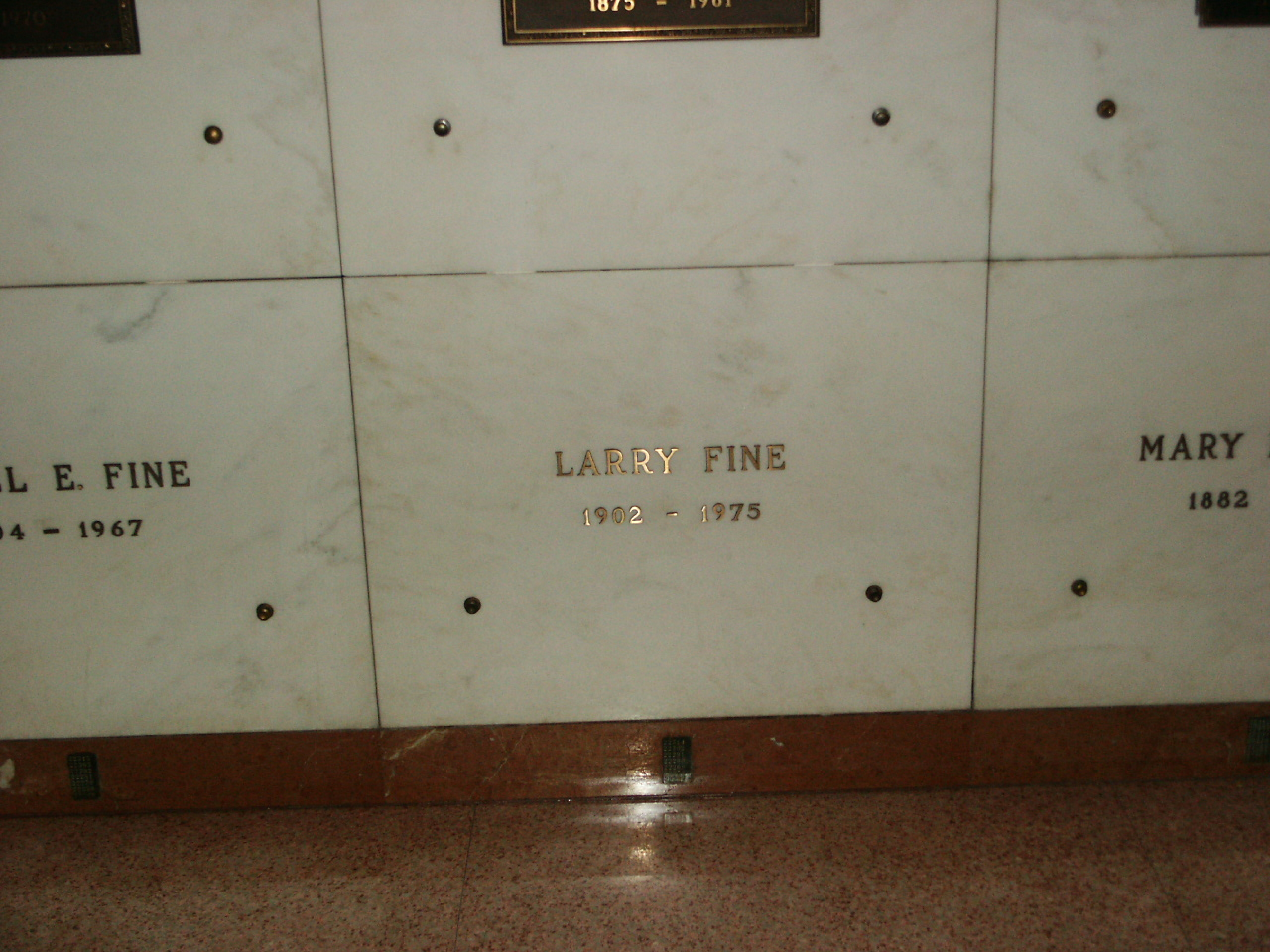
Het graf van Larry Fine

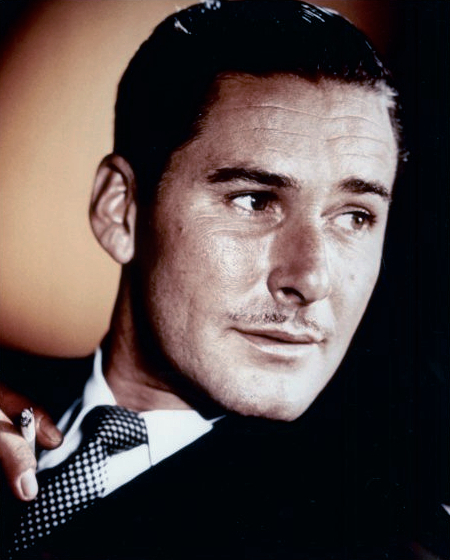
Errol Flynn

- Douglas Fairbanks (in 1941 herbegraven op Hollywood Forever Cemetery)
- Dot Farley, actrice
- Joseph Farnham, scenarioschrijver en filmmonteur
- James Fawcett (1906-1942), acteur
- Romaine Fielding, acteur en regisseur
- W. C. Fields, acteur en komiek
- Larry Fine, acteur, komiek, een van de Three Stooges
- Johnny Flamingo, zanger
- Frank P. Flint, politicus
- Errol Flynn, acteur
- Tony Fontane, zanger
- Charles E. Ford, regisseur, producer
- Harrison Ford, acteur uit films
- Betty Francisco, actrice
- Bruno Frank, schrijver en scenarioschrijver
- Rudolf Friml, componist
- Dwight Frye, acteur
- Charles E. Fuller, evangelist
- Jules Furthman, scenarioschrijver

## G
- Clark Gable, acteur
- Jerry Giesler, advocaat
- John Gilbert, acteur
- King C. Gillette, zakenman
- Hermione Gingold, actrice
- J. Frank Glendon, acteur
- Samuel Goldwyn, producer
- Edgar J. Goodspeed, theoloog
- Huntley Gordon, acteur
- Jetta Goudal, actrice

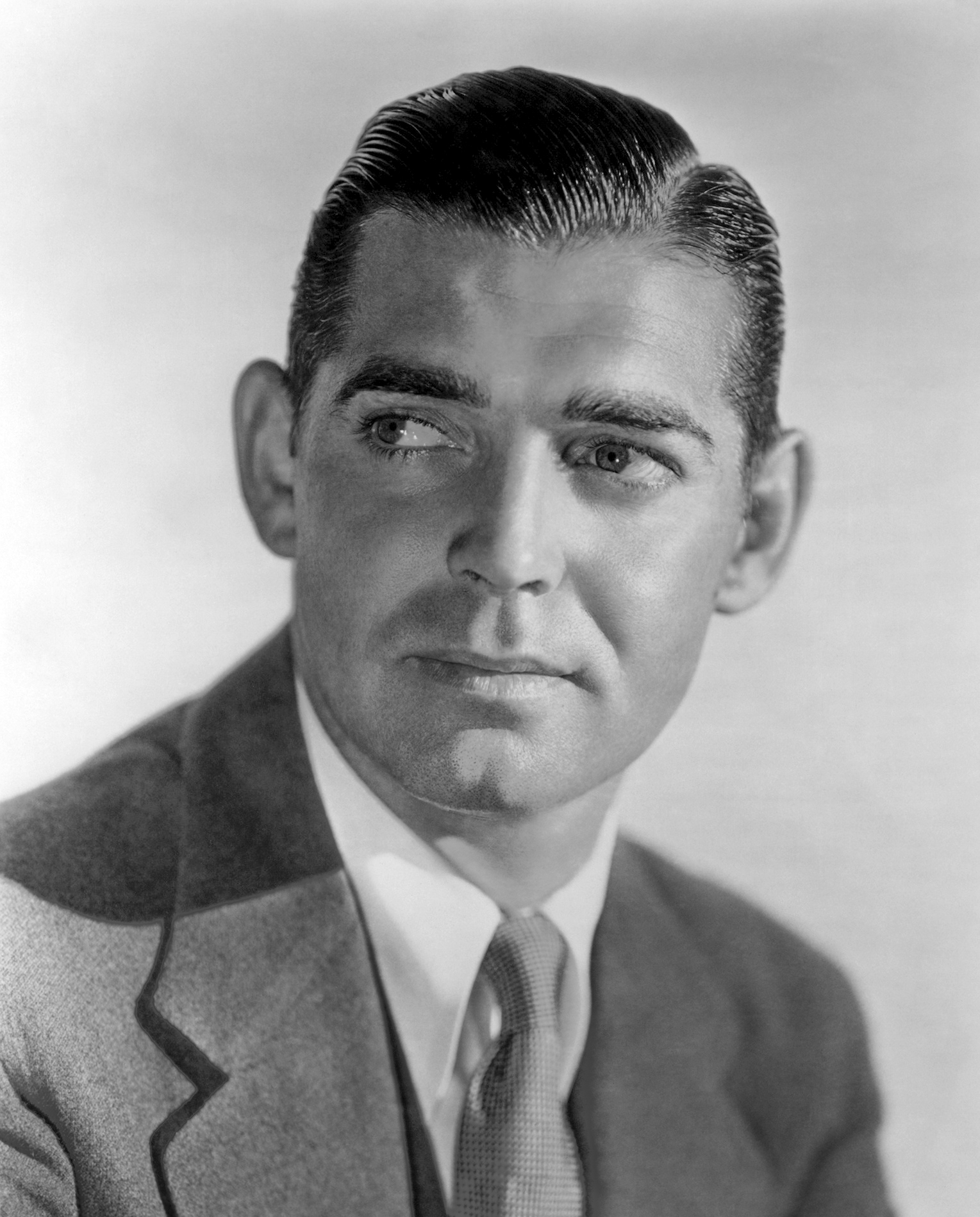
Clark Gable

- Edmund Goulding, regisseur en schrijver
- Joe Grant, tekenaar en schrijver
- Charles Grapewin, acteur
- Sid Grauman, theaterimpresario
- Alfred E. Green, regisseur
- Sydney Greenstreet, acteur
- Harold Grieve,  artdirector
- Bessie Griffin, zanger
- Paul A. Guilfoyle, acteur
- Fred L. Guiol, regisseur en scenarioschrijver

## H
- Alan Hale sr., acteur
- Charlie Hall, acteur
- Ernest Haller,  cameraman
- Emile Hamaty, bankier en acteur
- Russell Harlan, cameraman
- Jean Harlow, actrice

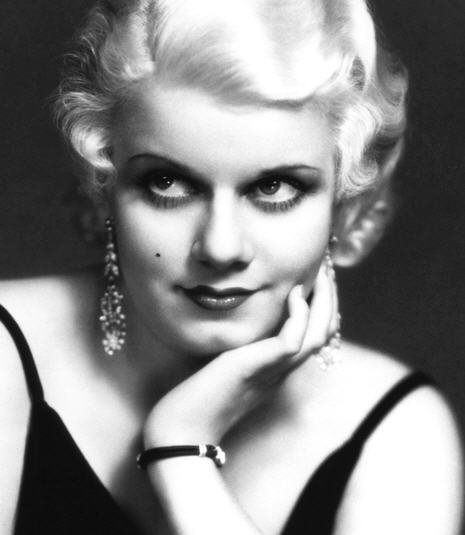
Jean Harlow

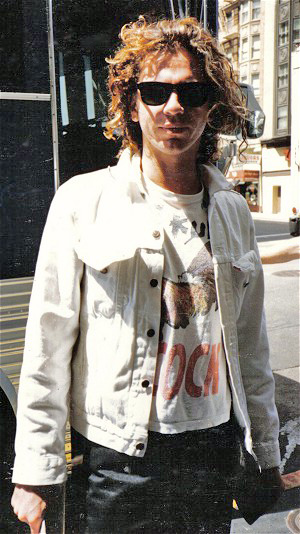
Michael Hutchence

- Elizabeth Harrower, actrice en scenarioschrijfster
- Phil Hartman, acteur (crematie)
- Charles Hatfield, wetenschapper
- Harry Hayden, acteur
- Lela Bliss-Hayden, actrice
- Edith Head, kostuumontwerper
- Ralph Hepburn, motor- en autocoureur
- Holmes Herbert, acteur
- Babe Herman, honkballer
- Paul Herrick, liedjesschrijver
- Jean Hersholt, acteur
- Józef Hofmann, concertpianist
- Alice Hollister, actrice
- George Hollister, cameraman
- Burton Holmes, regisseur en producer
- Helen Holmes, actrice
- Happy Holt (1901-1924), kindacteur
- Ian Hornak, kunstenaar
- James W. Horne, acteur en regisseur
- Edward Everett Horton, acteur
- Rupert Hughes, filmmaker
- Michael Hutchence, zanger
- June Hutton, zanger

## I
- Wiard Ihnen, artdirector
- Rex Ingram, regisseur

## J

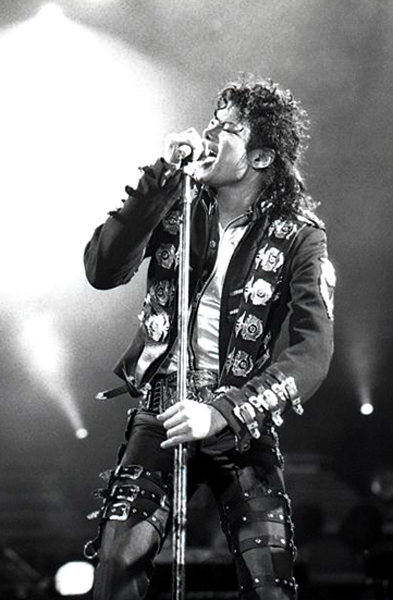
Michael Jackson

- Joseph Jackson, artiestenmanager, vader van Michael
- Michael Jackson, popzanger, danser en componist
- Carrie Jacobs-Bond, zanger en liedjesschrijver
- Claire James, actrice
- Luther James, schrijver
- Elsie Janis, actrice
- DeWitt Jennings, acteur
- Caro Jones, actrice en castingdirector
- Rupert Julian, filmregisseur

## K
- Gus Kahn, liedjesschrijver
- Bert Kalmar, liedjesschrijver
- Terry Kath, musicus
- Tom Keene, acteur
- A. Atwater Kent, zakenman
- Erle C. Kenton, regisseur
- Charles Henry King, grootvader van Gerald Ford
- Leslie Lynch King sr., vader van president Ford
- Martha Alicia Porter King, grootmoeder van president Ford
- Ted Knight, acteur
- Clarence Kolb, acteur
- Red Kress, honkballer
- Kathryn Kuhlman, evangeliste

## L
- Alan Ladd, acteur
- Louis L'Amour, schrijver
- Carole Landis, actrice
- Lash La Rue, acteur

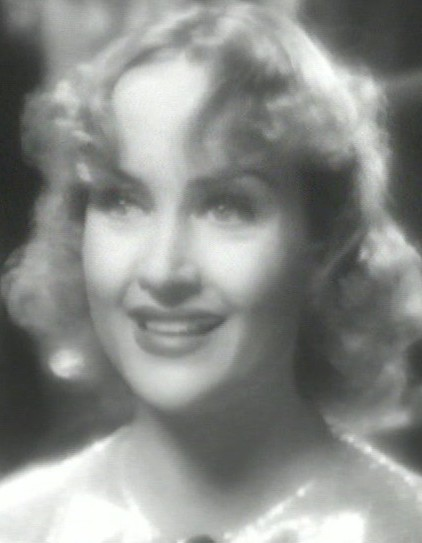
Carole Lombard

- Mervyn LeRoy, regisseur en producer
- Anna LeSueur, moeder van Joan Crawford en Hal LeSueur
- Hal LeSueur, acteur, broer van Joan Crawford
- Fritz Leiber, acteur
- Irene Lentz, kostuumontwerper
- Robert Z. Leonard, filmregisseur
- Mitchell Lewis, acteur
- Ann Little, actrice
- Lucien Littlefield, acteur
- Robert Livingston, acteur
- Harold Lloyd, acteur en komiek
- Carole Lombard, actrice
- Tom London, acteur
- Baron H. Long, hotelier
- Theodore Lorch, acteur
- Ernst Lubitsch, regisseur
- Ida Lupino, actrice en regisseur
- Eustace Lycett, special-effects-ontwerper

## M

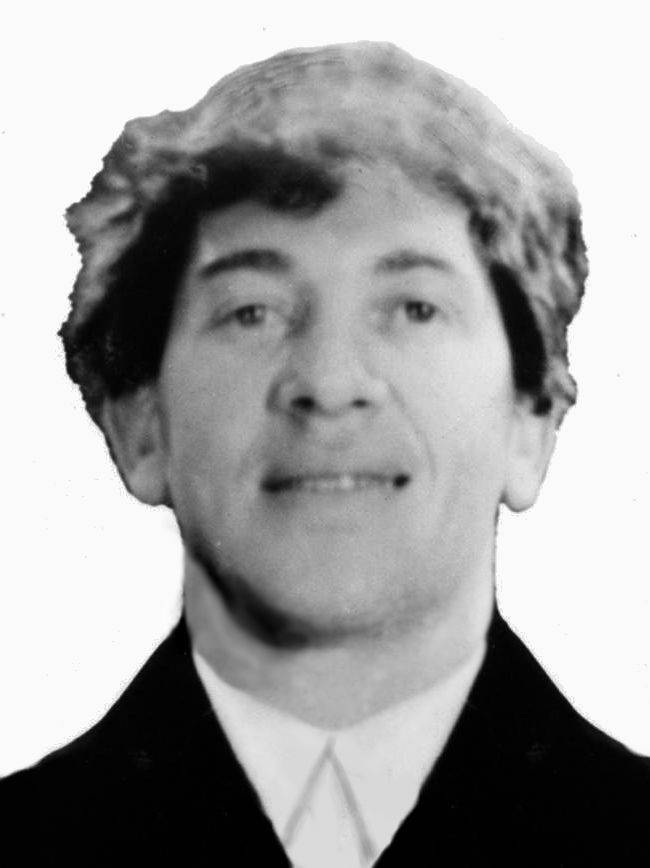
Chico Marx

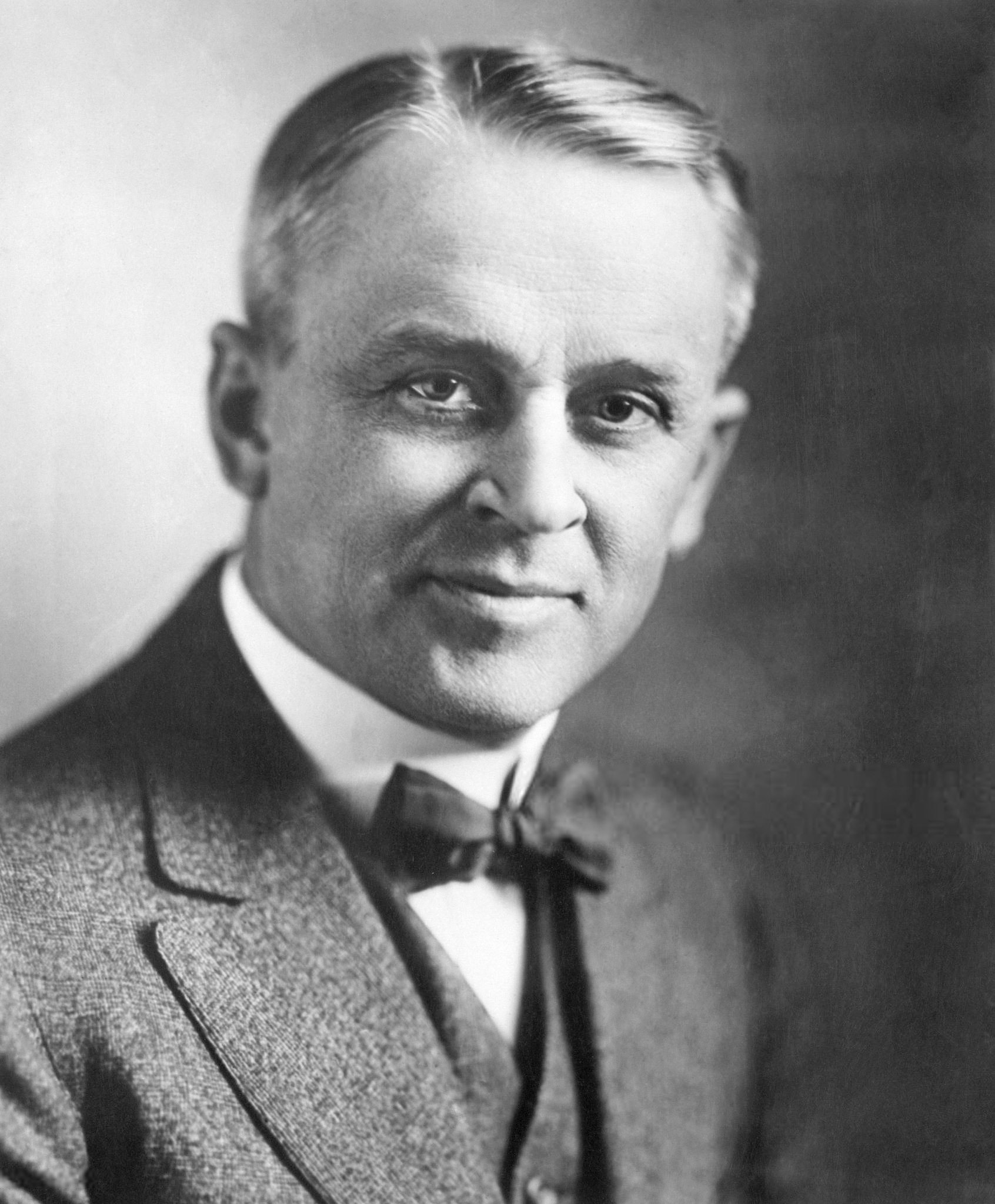
Robert Millikan

- Jeanette MacDonald, actrice en zanger
- Jimmy MacDonald, geluidsartiest
- Alan Marshal, acteur
- Chico Marx, acteur en komiek
- Gummo Marx, acteur en impresario
- Mike Mazurki, acteur en worstelaar
- Marian McCargo, actrice
- Johnston McCulley, schrijver, bedenker van Zorro
- Marc McDermott, acteur
- Frank McGlynn sr., acteur
- J.P. McGowan, regisseur
- Victor McLaglen, acteur
- Jimmy McLarnin, bokser
- Aimee Semple McPherson, evangeliste
- Dimitre Mehandjiysky, kunstenaar
- William Cameron Menzies, productieontwerper, artdirector en regisseur
- Beryl Mercer, actrice
- Robert Millikan, natuurkundige en Nobelprijswinnaar
- Vincente Minnelli, regisseur
- Tom Mix, acteur
- Antonio Moreno, acteur
- Clayton Moore, acteur
- Harvey Seeley Mudd, monteur
- William Mulholland, monteur
- Spud Murphy, componist

## N
- Charles W. Nash, autofabrikant
- Alla Nazimova, actrice
- Frank Nelson, acteur
- Alfred Newman, componist
- Fred Niblo, regisseur
- L.L. Nunn, onderwijzer

## O
- Jack Oakie, acteur en komiek
- Merle Oberon, actrice
- Clifford Odets, toneelschrijver
- Charles Ogle, acteur
- Edna May Oliver, actrice

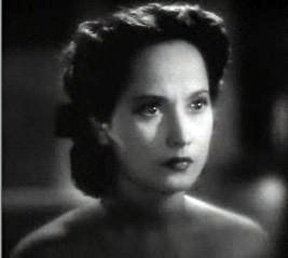
Merle Oberon

- Culbert Olson, gouverneur van Californië
- Maria Ouspenskaya, actrice
- Richard F. Outcault, cartoonist
- Monroe Owsley, acteur

## P
- Lilli Palmer, actrice

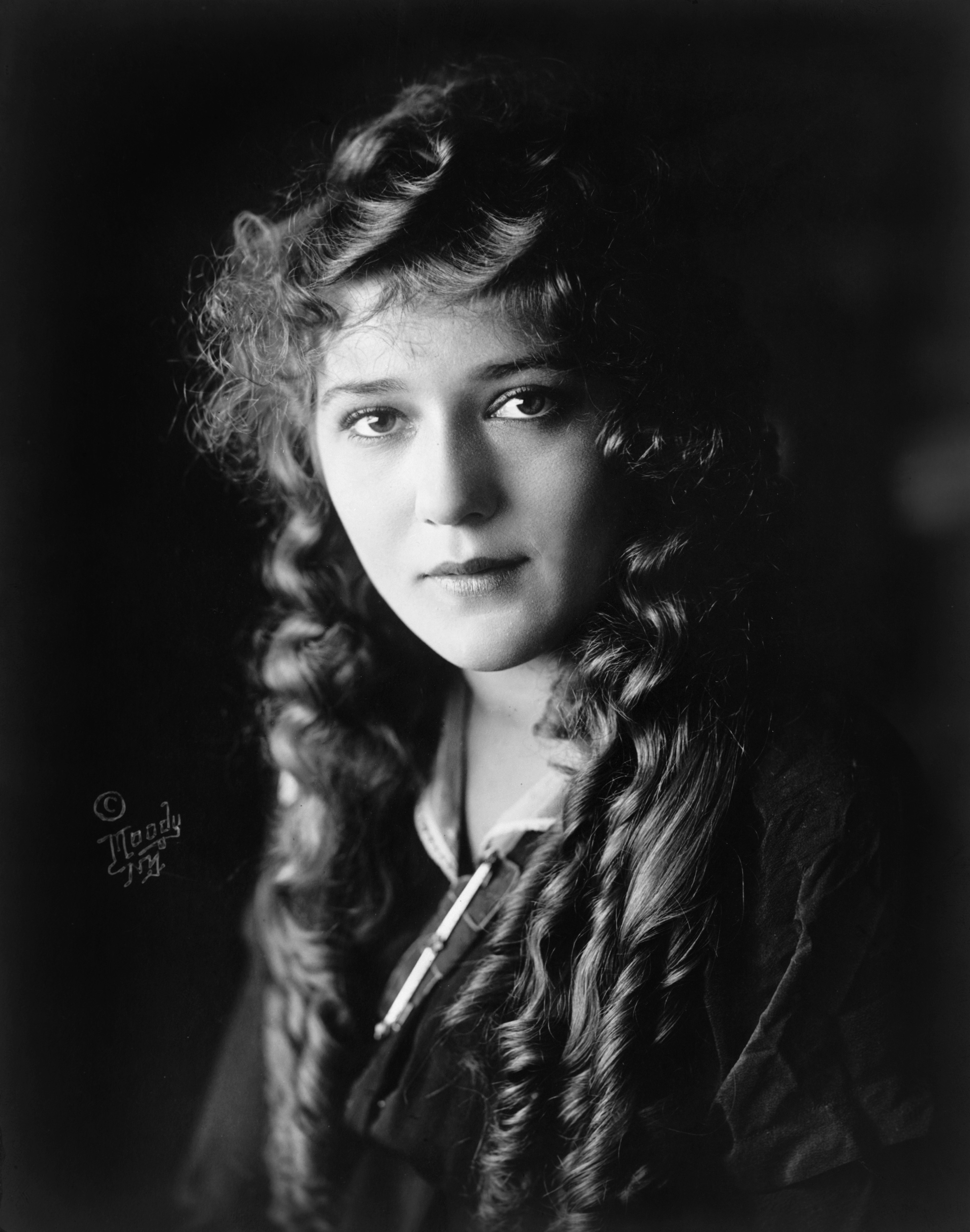
Mary Pickford

- Alexander Pantages, theaterimpresario
- Allen E. Paulson, luchtvaartentrepreneur
- Joe Penner, acteur en komiek
- Jack Pickford, acteur
- Lottie Pickford, actrice
- Mary Pickford, actrice, zakenvrouw, medeoprichter van United Artists
- Lon Poff, acteur
- Dick Powell, acteur
- John Robert Powers, eigenaar van een modellenbureau
- Steve Priest, Brits rockzanger en -muzikant

## Q
- Fred Quimby, producer
- John Qualen, acteur

## R
- Lou Rawls, zanger
- Phillip Reed, acteur
- Wallace Reid, acteur
- Irving Leroy Ress, arts
- Cleo Ridgely, actrice
- John Ritter, acteur

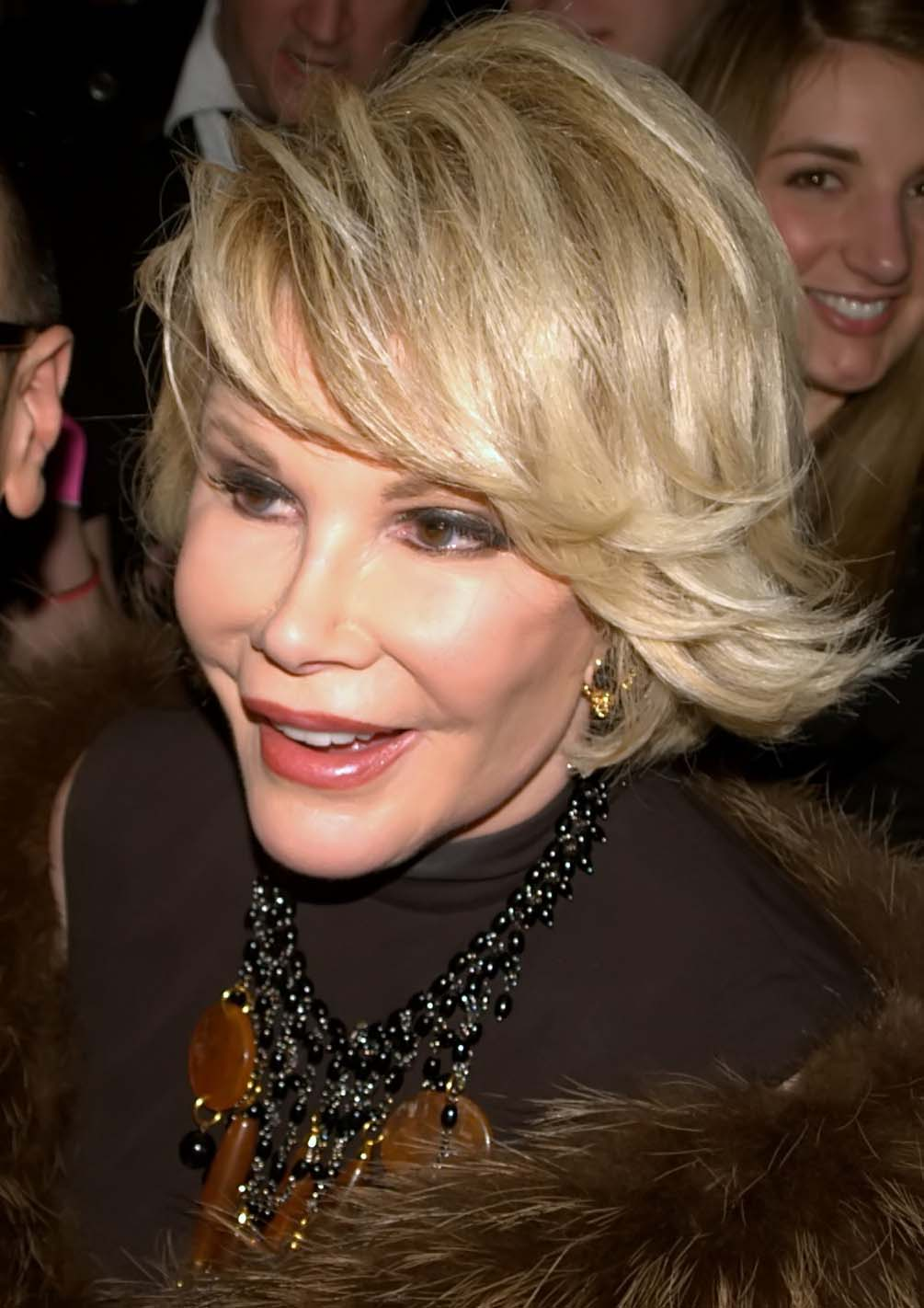
Joan Rivers

- Joan Rivers, comédienne, actrice en tv-persoonlijkheid
- Naya Rivera, actrice
- Lyda Roberti, actrice
- Blossom Rock, actrice
- Ruth Roland, actrice en producer
- Gladys Root, advocaat
- Henry Roquemore, acteur
- Alan Roscoe, acteur
- Charlie Ruggles, acteur
- Wesley Ruggles, filmregisseur
- Barbara Ruick, actrice
- William Russell, acteur

## S
- S. Z. Sakall, acteur
- Chic Sale, acteur
- Isabel Sanford, actrice

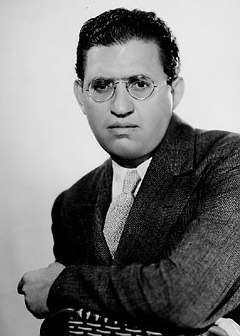
David O. Selznick

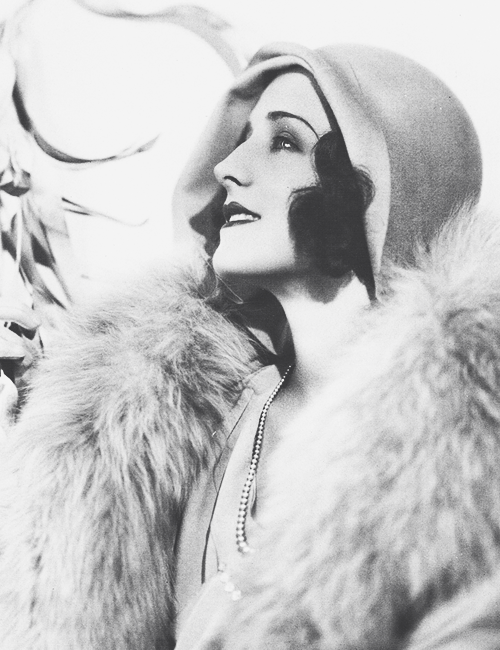
Norma Shearer

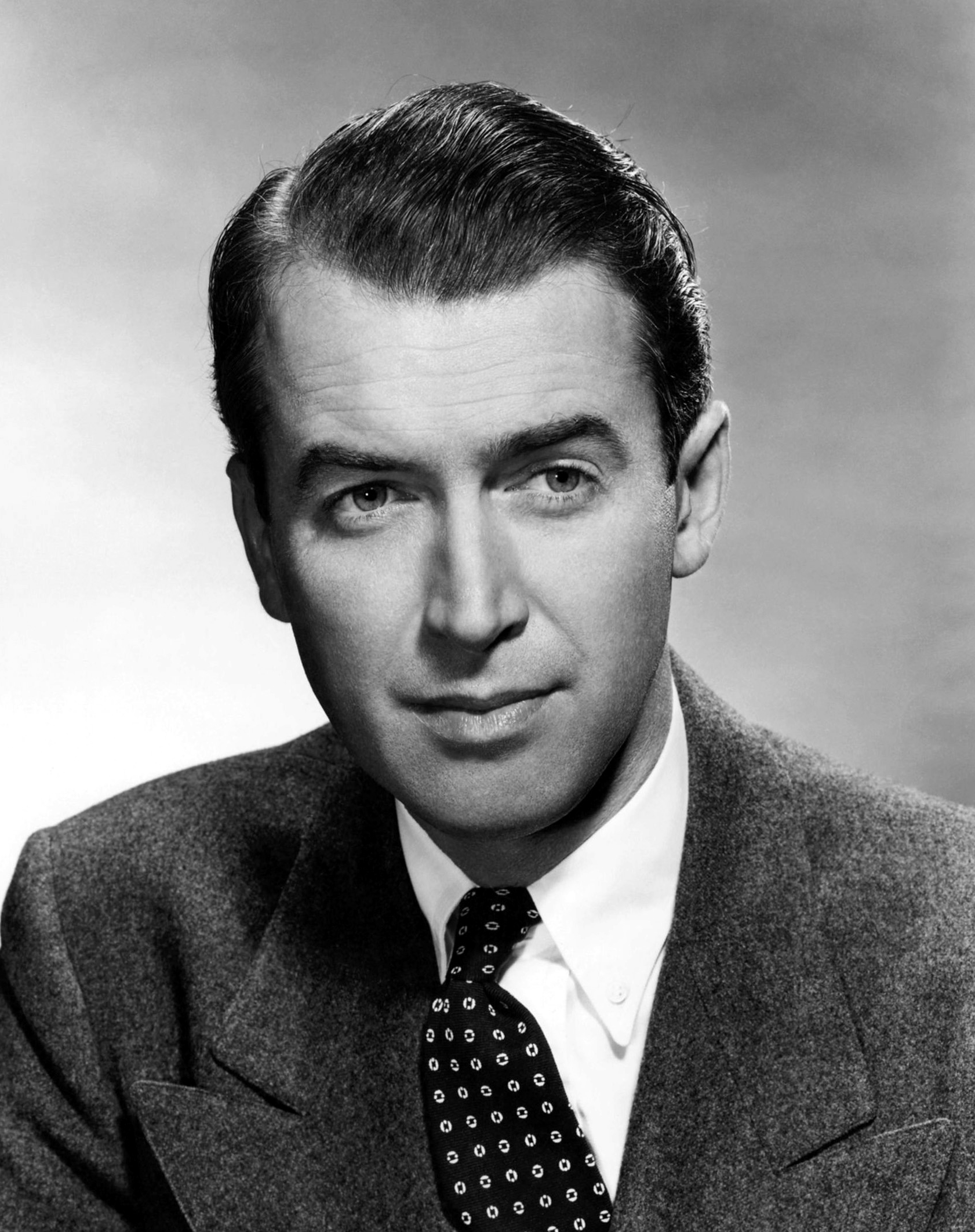
James Stewart

- Paul Scardon, acteur, producer, regisseur
- Victor Schertzinger, componist, regisseur, producer, scenarioschrijver
- Mabel Julienne Scott, actrice
- Ynez Seabury, actrice
- William A. Seiter, regisseur
- David O. Selznick, producer, oprichter van Selznick International Pictures
- Myron Selznick, filmproducent en impresario
- Phil Selznick, nachtclubeigenaar (oom van David O. Selznick)
- Ethel Shannon, actrice
- Athole Shearer, actrice
- Norma Shearer, actrice
- Lowell Sherman, regisseur en acteur
- S. Sylvan Simon, regisseur
- Red Skelton, acteur en komiek
- Tod Sloan, jockey
- Hillel Slovak. musicus
- Rainbeaux Smith, actrice
- Tom Smith, paardentrainer
- William French Smith, minister van Justitie
- Marguerite Snow, actrice
- Carl Spitz, hondentrainer
- Hanley Stafford, acteur
- John M. Stahl, regisseur en producer
- Lionel Stander, acteur
- Max Steiner, componist
- Casey Stengel, honkballer
- James Stephenson, acteur
- Anita Stewart, actrice
- James Stewart, acteur
- Ruth Stonehouse, actrice en regisseur
- Axel Stordahl, componist en arrangeur
- Herbert Stothart, componist
- Elbridge Amos Stuart, industrieel
- Jan Styka, kunstschilder
- Frank Swann, acteur

## T

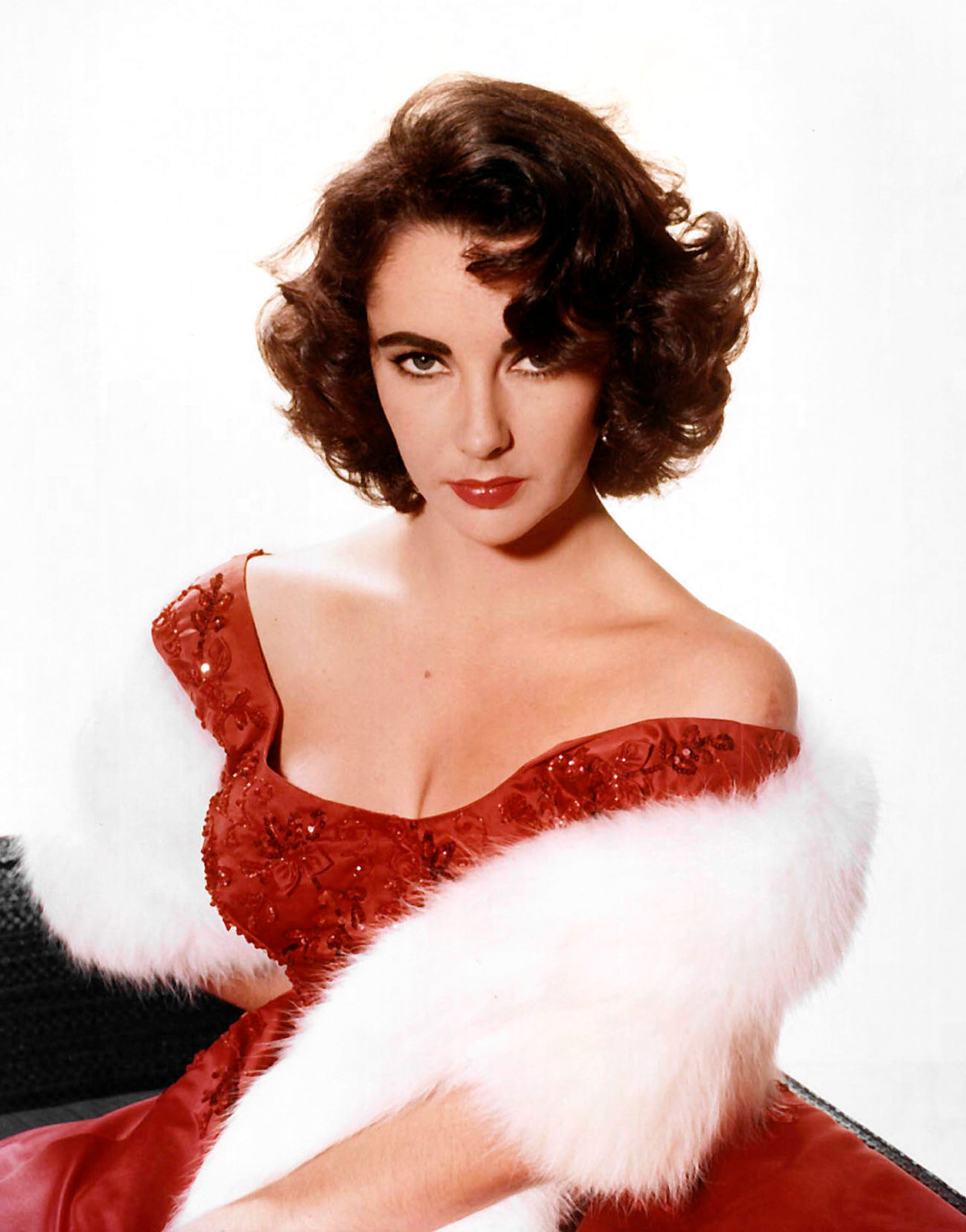
Elizabeth Taylor

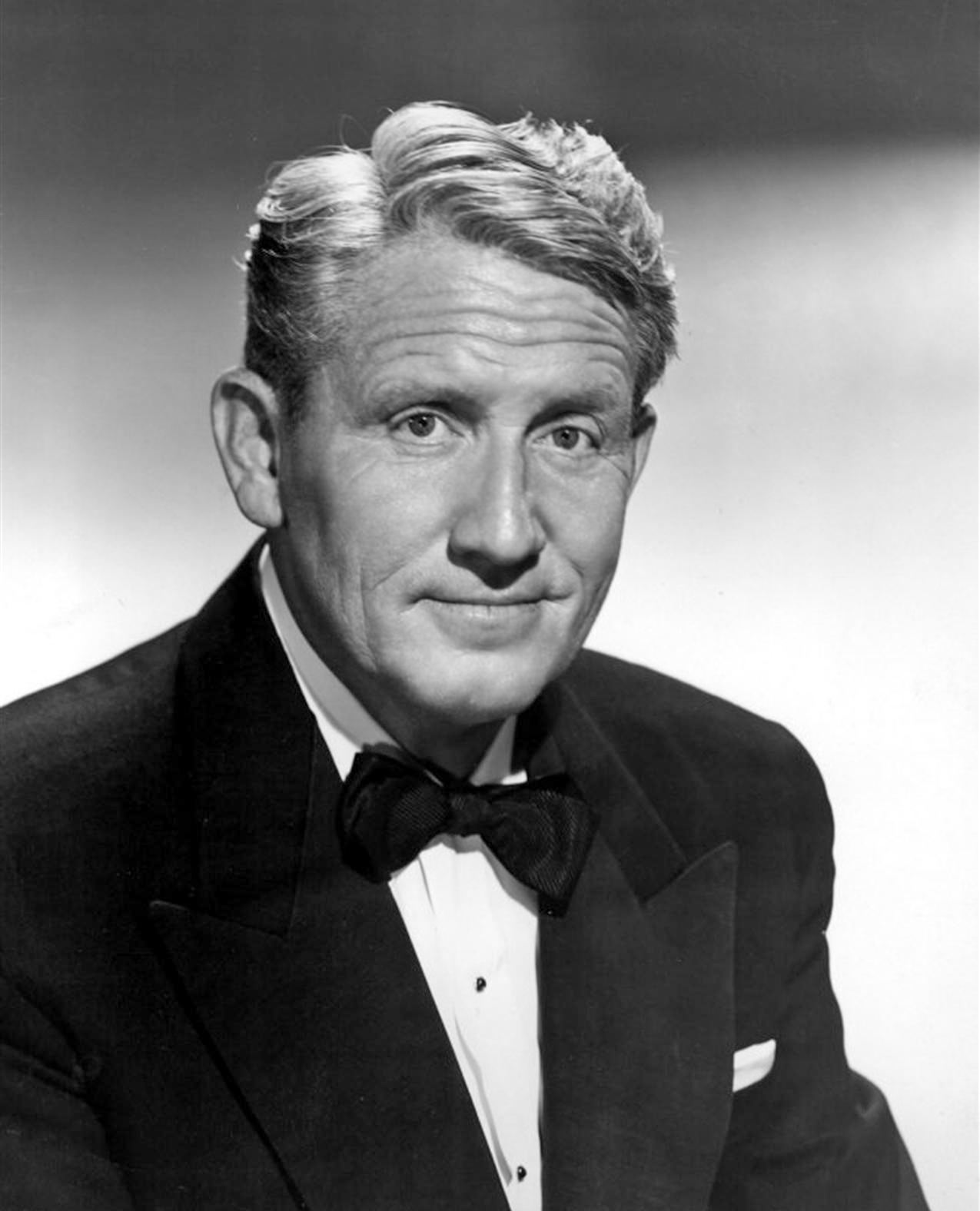
Spencer Tracy

- Frank Tashlin, animator, regisseur, scenarioschrijver
- Art Tatum, musicus
- Elizabeth Taylor, actrice
- Robert Taylor, acteur
- Irving Thalberg, producer
- Jefferson Thomas, een van de Negen van Little Rock
- Fred Thomson, acteur
- Chief Thundercloud, acteur
- Lawrence Tibbett, acteur en zanger
- Dimitri Tiomkin, componist
- Sammee Tong, acteur
- Ernest Torrence, acteur
- Raquel Torres, actrice
- Spencer Tracy, acteur
- Henry Travers, acteur
- Jim Tully, schrijver
- Ben Turpin, acteur en komiek
- Lurene Tuttle, actrice

## V
- Valda Valkyrien, ballerina
- W.S. Van Dyke, regisseur

## W
- Sir William James Wanless, arts
- Paul Walker, acteur en fotomodel
- Beryl Wallace, zanger
- Hal B. Wallis,  producer
- Bill Walsh, producer
- Clara Ward, zanger
- Jay Ward, producer en schrijver
- Ethel Waters, actrice en zanger

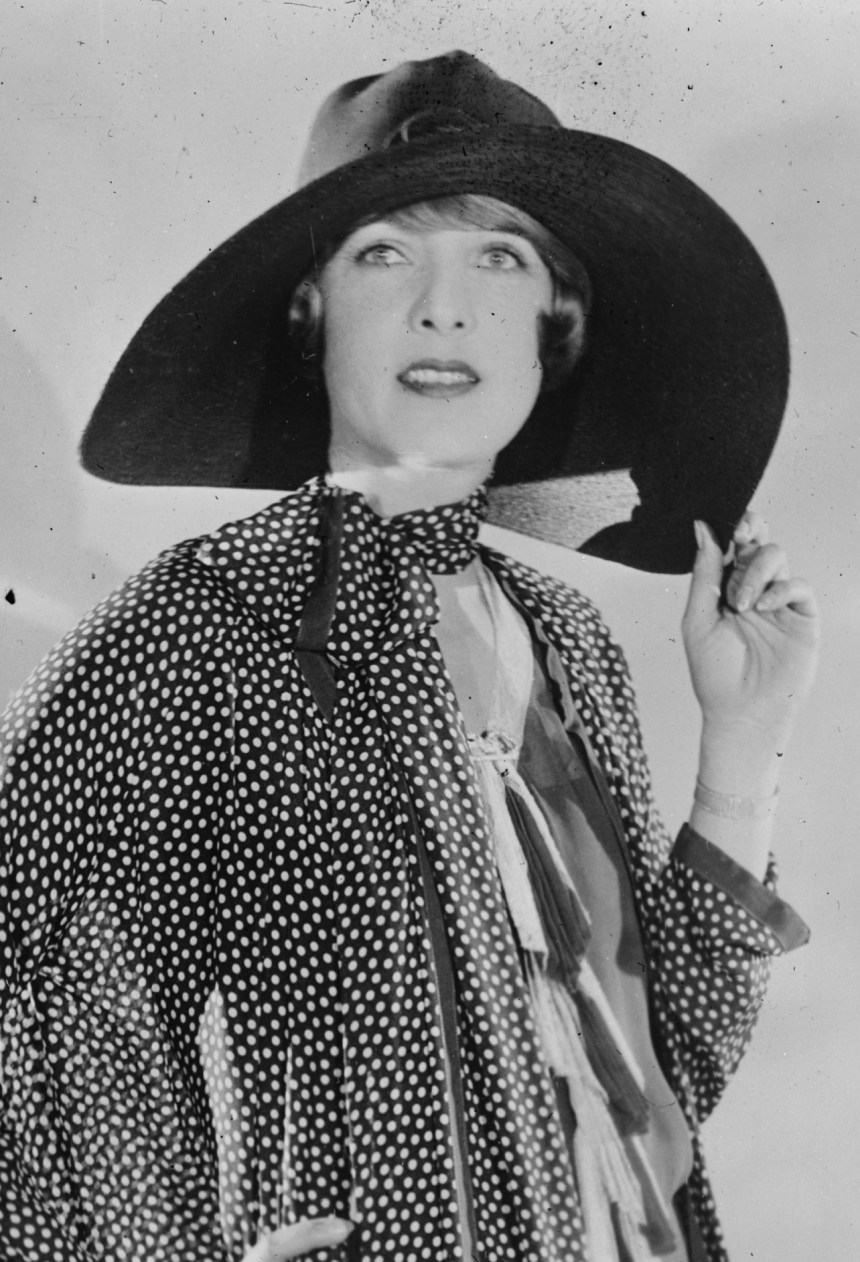
Claire Windsor

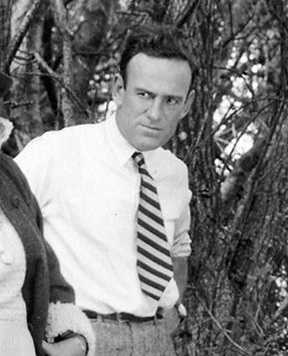
Sam Wood

- Johnny Watson, blueszanger en -gitarist
- Mary Wells, zanger
- Roland West, regisseur
- Jack Westrope, jockey
- Ted Wilde, regisseur en schrijver
- Guy Wilkerson, acteur
- Claire Windsor, actrice
- Grant Withers, acteur
- Sam Wood, regisseur, producer, schrijver, acteur
- Stacy Woodard, natuurfilmmaker
- George Woolf, jockey
- Robert Woolsey, acteur en komiek
- Hank Worden, acteur
- William Wrigley jr., kauwgommagnaat, eigenaar van de Chicago Cubs
- William Wyler, regisseur
- Ed Wynn, acteur en komiek
- Keenan Wynn, acteur

## Y
- James "J-Dilla" Yancey, hiphopproducer
- Paramahansa Yogananda, goeroe
- Robert Young, acteur